# Belostoma testaceopallidum
Belostoma testaceopallidum är en insektsart som beskrevs av Pierre André Latreille 1807. Belostoma testaceopallidum ingår i släktet Belostoma och familjen Belostomatidae. Inga underarter finns listade i Catalogue of Life.